# Ievgueni Nesterenko
Pour les articles homonymes, voir Nesterenko.
 (mars 2020).
Si vous disposez d'ouvrages ou d'articles de référence ou si vous connaissez des sites web de qualité traitant du thème abordé ici, merci de compléter l'article en donnant les références utiles à sa vérifiabilité et en les liant à la section « Notes et références ».
Ievgueni Ievguenievitch Nesterenko (en russe : Евгений Евгеньевич Нестеренко), né le 8 janvier 1938 à Moscou et mort le 20 mars 2021 à Vienne, est une basse soviétique et russe.

## Biographie
Avant d'être artiste lyrique, Nesterenko fut architecte. Il obtint son diplôme de l'Institut d'ingénierie et de la construction de Leningrad.
Il étudia la musique au conservatoire de Leningrad sous la supervision de Vassili Loukanine. Lors de sa dernière année au conservatoire en 1965, Nesterenko fut invité à chanter au Maly Operny Teatr  de Leningrad. Après son diplôme il rejoint le célèbre théâtre Mariinsky.
En 1970, il remporta une médaille d'or au 4e Concours international Tchaïkovski, qui lui donne son entrée au théâtre Bolchoï.
Au total, Nesterenko a chanté plus de 80 parties de basse de premier plan et interprété 21 opéras dans leur langue d'origine.
Il a interprété les parties principales des opéras de Glinka, Moussorgski, Tchaïkovski et Borodine, et fut le premier à interpréter de nombreuses œuvres de Chostakovitch, Sviridov et Taktakichvili.
L'important répertoire de Nesterenko va des basses profondes aux parties de baryton dans des opéras de compositeurs classiques russes et ouest-européens. Son plus beau rôle est souvent considéré comme le tsar Boris dans l'opéra Boris Godounov de Moussorgski, qui lui a valu la médaille « Golden Viotti » en Italie en 1981.
Nesterenko est monté sur les scènes les plus prestigieuses, telles que le Metropolitan Opera, le Royal Opera House, l'Opéra d'État de Vienne et La Scala.
Nesterenko a réalisé environ 70 enregistrements, dont vingt opéras au complet. Il est également un chanteur de chambre exceptionnel avec un goût subtil, une expressivité et un sens du style.
Il a enseigné au Conservatoire de Moscou.